# دون هندرسون (لاعب كرة قدم أسترالية)
دون هندرسون (بالإنجليزية: Don Henderson)‏ هو لاعب كرة قدم أسترالية أسترالي، ولد في 13 يوليو 1930، وتوفي في 2 يناير 1999.

## وصلات خارجية
- دون هندرسون على موقع AustralianFootball.com (الإنجليزية)
- دون هندرسون على موقع AFLtables.com (الإنجليزية)